# 向巴平措
向巴平措（藏語：བྱང་པ་ཕུན་ཚོགས་，威利转写：byang pa phun tshogs，藏语拼音：Qangba Püncog，1947年5月—），藏族，西藏昌都人，中国共产党、中华人民共和国政治人物，原副国级领导人。重庆大学机械系机械制造专业毕业。

## 生平
1970年10月至1972年4月在西藏自治区昌都地区农机厂工作。1974年5月加入中国共产党。1975年10月至1979年3月任西藏自治区昌都地区农机局农机厂技术员、厂长。1979年3月至1980年10月任西藏自治区昌都地区农机局副局长、党组成员。
1980年10月至1983年10月任西藏自治区波密县委书记。1983年10月至1992年11月任西藏自治区昌都地区行政公署副专员。1992年11月至1995年6月任西藏自治区山南地委副书记、行署专员。1995年6月至1997年11月任西藏自治区山南地委书记。1997年11月至2003年4月至任西藏自治区中共拉萨市委书记。
1998年5月起任西藏自治区党委常委。2003年1月起任西藏自治区党委副书记。2003年5月至2010年1月兼任自治区人民政府主席。2010年1月起任区人大常委会主任、党组书记。2013年1月不再担任。2013年3月至2018年3月任十二届全国人大常委会副委员长。2013年4月起不再担任西藏自治区党委副书记。